# Henschel PJ 600/67
Die Henschel PJ 600/67 war das Konzept für ein Tiefangriffsflugzeug der Henschel Flugzeug-Werke, das 1941/1942 entworfen wurde.

## Beschreibung
Die Konzeptionierung der Henschel PJ 600/67 entwarf Henschel-Chefkonstrukteur Friedrich Nicolaus. Seiner Idee nach sollte die PJ 600/67 als Schlacht- und Tiefangriffsflugzeug fungieren und vornehmlich gegen Seeziele eingesetzt werden. So entstand auf Grundlage der Henschel Hs P 87 ein Flugzeug mit einer Abwurflast bis zu 2000 kg. Als Antrieb waren zwei Pulsstrahltriebwerke vorgesehen.
Die PJ 600/67 wurde ohne Fahrwerk entworfen und sollte mittels Katapult oder Mistelprinzip in die Luft gebracht werden. Die Arbeiten von Henschel gingen schon in die Windkanaltests und danach in die Fertigung eines Versuchsflugzeuges, als das Projekt durch das Reichsluftfahrtministerium (RLM) gestoppt wurde.

## Technische Daten
| Kenngröße             | Daten                                  |
| --------------------- | -------------------------------------- |
| Besatzung             | 1                                      |
| Länge                 | 14,80 m                                |
| Spannweite            | 12,10 m                                |
| Höhe                  | 2,35 m                                 |
| Höchstgeschwindigkeit | 810 km/h                               |
| Triebwerke            | 2 Argus As 109-014 mit je 410 kg/Schub |
| Abwurflast            | 2000 kg                                |